# 羅特湖
47°04′11″N 8°18′51″E / 47.06972°N 8.31417°E

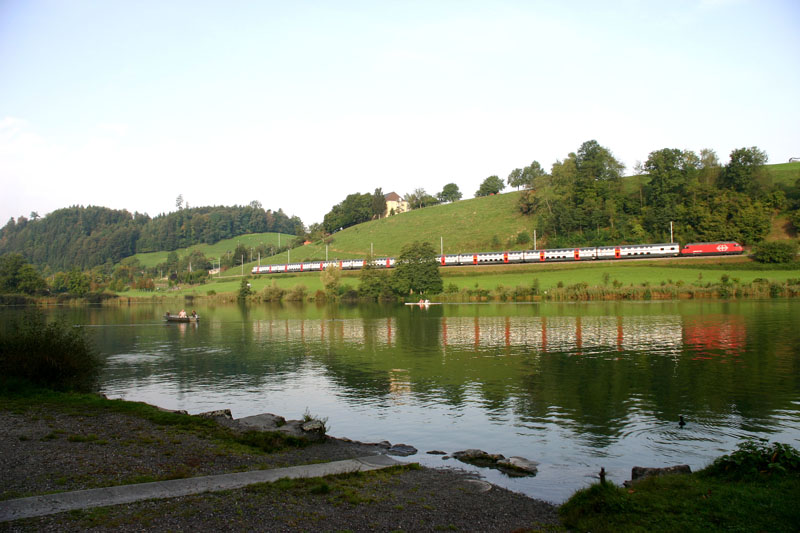

羅特湖（Rotsee），是瑞士的湖泊，位於該國中部，由盧塞恩州負責管轄，長2.5公里、寬0.3公里，面積0.5平方公里，海拔高度419米，最大水深16米，每年平均降雨量1,854毫米。